# Списък на ирански шахове
Иранската монархия се е преобразила много през вековете, от времето на Персийската империя до съвременен Иран.
Според иранската йерархия, владетелската титла шахиншах (в превод: шах на шаховете) е еднаква с тази император. Женският варианта на титлата е шахбану откакто Персия е ислямска докато през 1967 Фара Пахлави не е коронясана за императрица.
Модерната иранска монархия се заражда при иджането на власт на шах Исмаил I и започването на Сефевидската династия.
По своята същност Персия е абсолютна монархия. По времето на Иранската конституционна революция (1905 – 1911) иран става конституционна монархия, но това трае само до 1925. Тогава Реза Шах Пахлави отнема трона на Ахмад Шах Каджар, последният шах от династията на Каджарите.
През 1979 Рухолах Хомейни повежда Ислямската революция в Иран, която сваля от власт последният ирански шахиншах – Мохамед Реза Пахлави и го изпраща на заточение. Установява се ислямска република.

## Списък на владетелите на Персия/Иран след Сефевидите

### Сефевидска династия
- Исмаил I 1502 – 1524
- Тахмасп I 1524 – 1576
- Исмаил II 1576 – 1577
- Мохамед Ходабанда 1577 – 1587
- Абас I Велики 1587 – 1629
- Сафи 1629 – 1642
- Абас II 1642 – 1666
- Сюлейман I Сафи 1666 – 1694
- Султан Хюсеин 1694 – 1722
- Тахмасп II 1722 – 1732
- Абас III 1732 – 1736

### Афганска династия
- Мир Махмуд Хотаки 1722 – 1725
- Ашраф Хотаки 1725 – 1730

### Афшаридска династия
- Надер Шах 1736 – 1747
- Адил Шах 1747 – 1748
- Ибрахим Афшар 1748
- Шах Рух Персийски 1748 – 1796

### Зандска династия
Владетелите на династията Занд не винаги са използвали титлата „шахиншах“. Те понякога използвали титлата Вакил ар-Ра'ааяа (на персийски: وکیل الرعایا), което значи „президент“.
- Карим Хан 1750 – 1779
- Абол Фат Хан 1779
- Мохамед Али Хан 1779
- Садик Хан 1779 – 1781
- Али Мурад Хан 1781 – 1785
- Джафар Хан 1785 – 1789
- Лотф Али Хан 1789 – 1794

### Каджарска династия
- Мохамед Хан Каджар 1794 – 1797
- Фатх Али Хан 1797 – 1834
- Мохамед Шах Каджар 1834 – 1848
- Насреддин шах Каджар 1848 – 1896
- Мозафар ал-Дин Шах Каджар 1896 – 1907
- Мохамед Али Шах Каджар 1907 – 1909
- Ахмед Шах Каджар 1909 – 1925

### Глави на каджарската династия след падането ѝ (1925 – наши дни)
- Ахмед Шах Каджар 1925 – 1930
- Ферейдун Мирза 1930 – 1975
- Хамид Мирза 1975 – 1988
- Махмуд Мирза 1988
- Али Мирза Каджар 1988 – наши дни

### Пахлавийска династия
След 1935 Персия сменя официалното си наименование от Персия на своето местно име, Иран.
- Реза Шах Пахлави 1925 – 1941
- Мохамед Реза Пахлави 1941 – 1979

### Глави на пахлавийската династия след падането ѝ (1979 – наши дни)
- Мохамед Реза Пахлави (1979 – 1980)
- Реза Сирус Пахлави (1980-)